# ويليان أراو
ويليان سوزا أراو دا سيلفا (بالبرتغالية: Willian Souza Arão da Silva‏) (مواليد 12 مارس 1992) هو لاعب كرة قدم برازيلي يلعب في مركز خط الوسط المدافع أو قلب الدفاع لصالح نادي فنربخشة في الدوري التركي الممتاز.

## وصلات خارجية
- ويليان أراو على موقع الاتحاد الأوربي (الإنجليزية)
- ويليان أراو على موقع اتحاد تركيا (لاعب) (الإنجليزية)
- ويليان أراو على موقع إي إس بي إن إف سي (الإنجليزية)
- ويليان أراو على موقع قاعدة بيانات كرة القدم.إي يو (الإنجليزية)
- ويليان أراو على موقع ليكيب (الفرنسية)
- ويليان أراو على موقع ناشيونال فوتبول تيمز (الإنجليزية)
- ويليان أراو على موقع Soccerway.com (الإنجليزية)
- ويليان أراو على موقع عالم كرة القدم.نت (الإنجليزية)